# 伴富成女
伴富成女（ともの とみなりのむすめ、?－?）は、平安時代の女性。甲斐国山梨郡の人。

## 略歴
15歳の時、同郷の三枝直平麻呂に嫁ぎ、一男一女を産んだ。平麻呂の死後、貞節を守り、まるで平麻呂が生きているようにその墓を大事にしていた。勅命により彼女が亡くなるまでの田租を免除され、事件を称えるために村の入り口に門が設置されました。